# Att fånga en mördare
Att fånga en mördare (originaltitel: To Catch a Killer) är en amerikansk-kanadensisk biografisk thriller-TV-film i två delar, som sändes 5–6 januari 1992 i Kanada. Den är regisserad av Eric Till och rollerna spelas av bland andra Brian Dennehy, Michael Riley, Margot Kidder och Meg Foster. Filmen är baserad på den verklige seriemördaren och våldtäktsmannen John Wayne Gacy, som åren 1972-1978 mördade ett 30-tal tonårspojkar och unga män i en förort till den amerikanska staden Chicago.

## Handling
I en lugn medelklassförort i den amerikanska södern går en vildsint mördare lös. Till vardags är John Wayne Gacy en respekterad företagare och kärleksfull familjefar. Men bakom fasaden döljer sig en sadistisk brottsling ansvarig för 24 människors död. När en 15-årig pojke plötsligt försvinner i området kopplas poliskommissarie Joseph Kozenczak in på fallet. Det hela urartar snart i en katt och råtta lek där kommissarien hela tiden ligger steget efter den lömske seriemördaren.

## Om filmen
Att fånga en mördare spelades huvudsakligen in i Toronto, Ontario, Kanada. Originalversionen av filmen är 360 minuter lång (två avsnitt), men när den ursprungligen släpptes på video i Sverige klipptes den ner till 182 minuter. Dock finns filmen i sin helhet tillgänglig på både VHS och DVD utgiven av Majeng media.

## Rollista
- Brian Dennehy – John Wayne Gacy
- Michael Riley – poliskommissarie Joseph "Joe / Polack" Kozenczak
- Margot Kidder – Rachel Grayson
- Meg Foster – Linda Carlson, Gacys advokat
- Martin Julien – Theodore "Ted" Koslo
- Scott Hylands – Delta Squad Sergeant Mike Paxton
- David Eisner – Detective Terry Williams
- John Boylan – Detective Gary Atkins
- Tony De Santis – Delta Squad Detective Craig DeMarco
- Mark Humphrey – Delta Squad Detective King
- Gary Reineke – Delta Squad Detective Leonard "Lenny" Petrie
- Tim Progosh – Delta Squad Detective Jack Morris
- Danny Pawlick – Patrolman Tony Santori
- Bruce Ramsay – Forensic Officer Edward "Ed" Bragg
- Brenda Bazinet – Alice Pearson
- Liliane Clune – Marcia Kozenczak
- Toby Proctor – Michael Kozenczak
- Christopher Marren – Billy
- Jay Brazeau – Jake Burns